# Savoia-Marchetti SM.84
Savoia-Marchetti SM.84 – włoski samolot bombowy i torpedowy z okresu II wojny światowej.

## Historia
SM.84 powstał w wytwórni Savoia-Marchetti jako wersja rozwojowa udanego samolotu bombowo-torpedowego SM.79 Sparviero. W konstrukcji SM.84 użyto takich samych skrzydeł, instalując mocniejsze silniki oraz kadłub zupełnie nowej konstrukcji. Część ogonowa otrzymała podwójne usterzenie pionowe, zwiększające pole ostrzału tylnego strzelca. 
Próby prototypu, oblatanego 5 czerwca 1940 roku, a także porównanie osiągów z SM.79 wykazały pewne braki konstrukcyjne, szczególnie w zakresie charakterystyk startu i lądowania oraz manewrowości. Również silniki Piaggio nie były wolne od wad. Pomimo to Regia Aeronautica złożyła jeszcze w 1940 roku zamówienie na budowę samolotów seryjnych dla jednostek torpedowych. 
Wytwórnia podjęła jednocześnie prace nad udoskonaleniem płatowca. Zaowocowały one powstaniem wersji SM.84 bis, z poprawioną konstrukcją kadłuba i kabiny pilotów oraz ulepszonym systemem chłodzenia silników. Miały też zainstalowane nowocześniejsze wyrzutniki torpedowe. 

## Użycie operacyjne
Pierwsze SM.84 trafiły do 41° Gruppo Bombardamento Terrestre w lutym 1941 roku. Wkrótce też zaczęto w nie wyposażać jednostki torpedowe. Zadebiutowały bojowo w tej roli 17 maja 1941 roku. Największym sukcesem jednostek wyposażonych w te samoloty było uszkodzenie w ataku torpedowym pancernika HMS „Nelson” 27 września 1941. W roli samolotu torpedowego SM.84 służyły do jesieni 1942, gdy zostały przesunięte do wykonywania zadań bombowych. Oceniano, że w roli samolotów torpedowych były szybsze od SM.79, ale miały słabszą zwrotność, a przez to były bardziej podatne na ostrzał. Także SM.84 bis były używane jako bombowce. Brały między innymi udział w nalotach na Maltę. Przed kapitulacją Włoch w 1943 roku tylko jeden pułk bombowy: 43° Stormo, był wyposażony w te samoloty.
Po 8 września 1943 kilkanaście maszyn tego typu pozostało na opanowanym przez Aliantów południu Włoch. Były one wykorzystywane przez Aviazione Cobelligerante Italiana jako samoloty transportowe. Także egzemplarze z zajętych przez Niemców terenów służyły do końca wojny w charakterze transportowców. Sześć maszyn wersji bis zostało przekazanych przez Luftwaffe lotnictwu wojskowemu Słowacji.

## Opis konstrukcji
SM.84 był trójsilnikowym, pięciomiejscowym samolotem bombowo-torpedowym konstrukcji mieszanej. Miał klasyczne podwozie, chowane w locie. Napęd stanowiły trzy silniki gwiazdowe Piaggio P.XI R.C.40 o mocy 1000 KM, wyposażone w trójłopatowe, metalowe śmigła o zmiennym skoku. Uzbrojenie obronne stanowiły 4 karabiny maszynowe Breda-SAFAT kal. 12,7 mm, umieszczone w wieżyczce grzbietowej, gondoli podkadłubowej i w bocznych okienkach kadłuba. Samolot mógł przenosić dwie torpedy lotnicze na wyrzutnikach podkadłubowych lub do 2000 kg bomb, ewentualnie kombinację ładunku bomb i torped.